# معركة مارستون مور

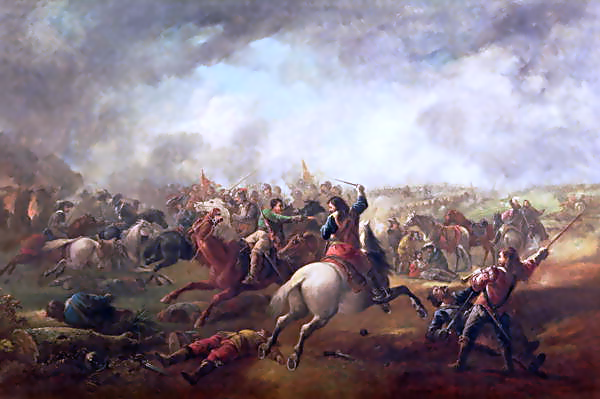
صورة تقريبية للمعارك القديمة

دارت معركة مارستون مور في 2 يوليو 1644، أثناء حروب الممالك الثلاث التي امتدت بين عامي 1639 و1653. هُزم الملكيون تحت قيادة الأمير روبرت الرايني ومركيز نيوكاسل على يد القوات المشتركة للبرلمانيين الإنجليز بقيادة لورد فيرفاكس وإيرل مانشستر والاسكتلنديين الكوفنانتيين (المتعاهدين) بقيادة إيرل ليفين.
خلال صيف عام 1644، كان المتعاهدون والبرلمانيون يحاصرون يورك، التي دافع عنها مركيز نيوكاسل. جمع روبرت جيشًا سار به عبر شمال غرب إنجلترا، وجمع التعزيزات والمجندين الجدد في طريقه، وعبَرَ تلال بينين لتحرير المدينة. مثّل تلاقي هذه القوات في المعركة الناتجة أكبر الحروب الأهلية.
في 1 يوليو، تجاوز روبرت المتعاهدين والبرلمانيين بحنكة لتحرير المدينة. في اليوم التالي، سعى لمقاتلتهم على الرغم من أنهم كانوا يفوقوه عددًا. سرعان ما أُثني عن الهجوم وأثناء النهار استجمع الجانبان قواهما بالكامل في مارستون مور، وهي امتدادٌ لمرجِ بري غرب يورك. مع حلول المساء، شن المتعاهدون والبرلمانيون بأنفسهم هجومًا مفاجئًا. بعد معركة مبلبلة استمرت ساعتين، دحر سلاح فرسان البرلمانيين بقيادة أوليفر كرومويل سلاح الفرسان الملكي خارج الميدان وأباد مع مشاة ليفين فلول مشاة الملكيين.
بعد هزيمتهم، تخلى الملكيون فعليًا عن شمال إنجلترا، وفقدوا الكثير من القوى البشرية من المقاطعات الشمالية في إنجلترا (التي كانت متعاطفة بشدة مع الملكيين) وفقدوا أيضًا إمكانية الوصول إلى القارة الأوروبية عبر موانئ ساحل بحر الشمال. على الرغم من أنهم استعادوا فرصهم بجزء منها بعد انتصاراتهم اللاحقة في ذلك العام في جنوب إنجلترا، فإن خسارة الشمال كانت عائقًا فادحًا عندما حاولوا في العام التالي الانضمام للملكيين الاسكتلنديين تحت قيادة مركيز مونتروز.

## معركة

### مقدمة
عندما علموا بهزيمتهم، ناقش قادة الحلفاء خياراتهم. قرروا السير جنوبًا إلى تادكاستر وكاوود، حيث يمكنهم حماية خطوط إمدادهم من هال، ومنع أي تحرك لروبرت جنوبًا على جانبي نهر الأوز. انطلقت قواتهم الراجلة (المشاة) مع العتاد والأمتعة في وقت مبكر من يوم 2 يوليو، وتركوا سلاح الفرسان والخيالة بقيادة السير توماس فيرفاكس في الخطوط الخلفية. في حوالي الساعة التاسعة صباحًا، علم جنرالات الحلفاء أن جيش روبرت قد عبر الجسر العائم الذي جرى الاستيلاء عليه في بوبلتون، وكان يتقدم إلى مارستون مور. سرعان ما استُدعي مشاة المتعاهدين والبرلمانيين، وكان بعضهم قد وصل أساسًا إلى تادكاستر.
ومع ذلك، فقد عارض نيوكاسل والفريق اللورد إيثن أي معركة ضارية وربما شعروا بالاستياء من موقف روبرت المتعالي. وبدلًا من الانضمام إلى روبرت على الفور، توقفوا مؤقتًا، مدعين أن تسوية الأرض وإزالة الأنقاض التي استُخدمت لإغلاق أبواب مدينة يورك أثناء الحصار ستستغرقان وقتًا. رفض بعدها جنود نيوكاسل في يورك القتال ما لم تُعط لهم أجورهم المؤخرة، وهو نزاع لربما أثاره إيثن. كان هناك أيضًا عدد منهم غائبًا، ينهبون أشغال ومخيمات الحلفاء المهجورة خارج المدينة، ولم يعودوا بعد.
حوالي منتصف النهار، انضم نيوكاسل إلى روبرت في مارستون مور، برفقة مجموعة من الخيالة «المتطوعين النبلاء» فقط. استقبله روبرت بقوله: «يا سيدي، أتمنى لو أنك أتيت بقواتك في وقت أبكر، لكنني آمل أنه لا زال لدينا يوم مجيد». ارتأى نيوكاسل بأن جيوش الحلفاء الثلاثة ستتفرق في النهاية لوجود حاميات متفرقة ومناطق تجنيد وخطوط اتصال عليهم حمايتها. اقترح أيضًا انتظار قوة قوامها 3,000 فرد تحت قيادة العقيد كلافرينغ وجمع حاميات تصل إلى 2,000 جندي آخر للانضمام إلى جيش الملكيين. كان روبرت مصرًا على أن رسالة الملك (التي لم يطلعها على نيوكاسل أبدًا) كانت أمرًا بقتال العدو وهزيمته على الفور. علاوة على ذلك، رغب روبرت في تعويض النقص العددي للملكيين من خلال الإمساك بالعدو على حين غرة، وقبل أن تزيد تعزيزات البرلمانيين من تفوقهم عدديًا.
ومع ذلك، بدون مشاة نيوكاسل، ومع استنزاف مشاتهم من مسيرتهم الطويلة في اليوم السابق، لم يكن روبرت قادرًا على الهجوم، وازدادت الصعاب ضده مع مرور اليوم، وعاد الاسكتلنديون والمشاة البرلمانيون وسلاح المدفعية من مسيرهم المحبط جنوبًا وتمركزوا في مواقعهم.

في حوالي الساعة الثانية ظهرًا، بدأت مدفعية الحلفاء، المكونة من نحو ثلاثين آلية بقيادة الجنرال ألكسندر هاملتون، بإطلاق هجوم مدفعي، ومع أنه وفقًا لشاهد عيان من الملكيين: 
... كان هذا مجرد تكشير عن أنيابهم، لأنهم توقفوا بعد 4 ضربات وفي مارستون سقطت حقول الذرة أمام إنشاد سفر المزامير»...
في حوالي الساعة الخامسة مساءً، توقف إطلاق النار. وفي نفس الوقت، حوالي الساعة الرابعة مساءً، وصلت فرقة الملكيين من يورك متأخرة بقيادة إيثن. كان روبرت وإيثن على معرفة ببعضهما ويكره أحدهما الآخر. قاتل كلاهما في معركة فلوتو عام 1638، حيث أُسر روبرت واحتجُز في السجن لعدة سنوات. حمّل روبرت سبب الهزيمة على حيطة إيثن في تلك الحادثة، في حين ألقى إيثن باللوم على تهور روبرت. في مارستون مور، انتقد إيثن تنظيمات روبرت لأنها معدة بقرب العدو. كان مصدر قلقه الرئيسي وجود طية في الأرض (أشار إليها بعض شهود العيان باسم «الوهدة»)، بين التلة التي وصل إليها قوات الحلفاء والمسار الواصل بين لونغ مارستون وتوكويث، حجبت الخط الأمامي لمشاة الحلفاء من الرؤية ونيران المدفعية، مما سمح لهم بالهجوم فجأة من مسافة قريبة نسبيًا. عندما اقترح روبرت خيار المهاجمة أو إعادة جيشه كما اقترح إيثن، تحدث إيثن بعدها كالواعظ بأن الوقت قد فات لمثل هذه الخطوة. استعد الجيش الملكي للاستقرار ليلًا بالقرب من جيوش الحلفاء.